# Человеческие жертвоприношения майя

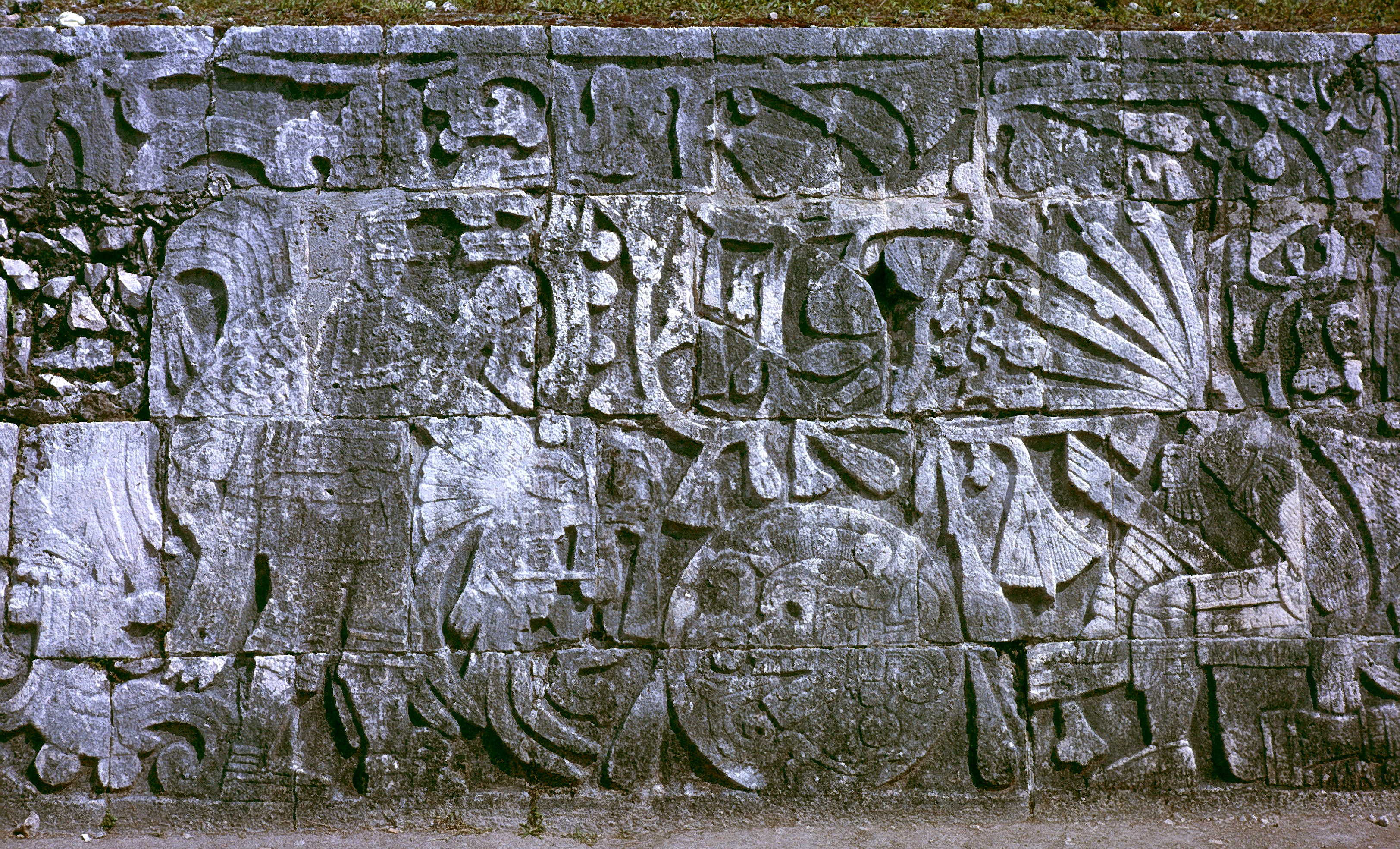
Рельеф на Большом стадионе для игры в мяч в Чичен-Ице, изображающий жертвоприношение путём обезглавливания

Человеческие жертвоприношения майя — часть религиозной культуры древней цивилизации майя. Человеческие жертвоприношения приносились в качестве ритуальных подношений богам майя.

## Методы

### Обезглавливание
Важные ритуалы, такие как освящение крупных строений или инаугурация нового правителя, требовали человеческих жертвоприношений. Жертвоприношение вражеского правителя было самым ценным подношением, и такое жертвоприношение включало обезглавливание пленного правителя в ритуальной реконструкции обезглавливания бога кукурузы богом смерти Ах-Пучем. Обезглавливания правителей в текстах майя сопровождались глифом «событие топора». Также обезглавливание правителя могло быть выполнено как часть ритуальной игры в мяч, воспроизводящей победу Хунахпу и Шбаланке над богами подземного мира майя Шибальбы.
Жертвоприношения путём обезглавливания изображены в искусстве майя классического периода (250—900 гг. н. э.) и иногда имели место после того, как жертва подвергалась пыткам, различным избиениям, скальпированию, сжиганию или потрошению. Жертвоприношение путём обезглавливания изображено на рельефах в Чичен-Ице на двух стадионах для игры в мяч (Большом стадионе и стадионе Монхас).

### Извлечение сердца
В поздний классический период (600—900 гг. н. э.) наиболее распространённой формой человеческих жертвоприношений было извлечение сердца, происходящее во дворах храмов или на вершинах пирамид. Жертв красили синей краской и надевали на них остроконечные головные уборы. Четыре служителя в синей окраске, представляющие четырёх Чаков, растягивали жертву над выпуклым камнем. Затем жрец, используя жертвенный нож из кремня, разрезал рёбра жертвы чуть ниже левой груди и доставал бьющееся сердце. Сердце передавалось чилану (исполняющий обязанности жреца), который намазывал кровью идол, которому было принесено жертвоприношение. В некоторых случаях труп жертвы выбрасывали вниз по ступеням храма во двор, где помощники жреца снимали с него кожу, кроме рук и ног. Затем чилан снимал свою ритуальную одежду и надевал кожу жертвы, танцуя ритуальный танец. Если жертвой был солдат, отличившийся храбростью во время своей жизни, то его труп разделывали на части и съедали воины и зрители, а ноги и руки съедал чилан. Если жертвой был военнопленный, то тот человек, который его пленил, носил его кости как знак доблести.

### Жертвоприношение стрелами
На граффити классического периода в Храме II из Тикаля изображено жертвоприношение с помощью лука и стрел. Два стиха из сборника стихов майя XVIII века «Песни Цитбальче» посвящены жертвоприношению стрелами, и считается, что они являются копиями стихов, датируемых XV веком: первый — «Маленькая стрела», в нём жертву призываются быть храброй и утешаться, второй — «Танец лучника». В «Танец лучника» рассказывается о ритуале, посвящённом восходящему солнцу, и о лучнике, которого учат, как подготовить свои стрелы и трижды танцевать вокруг жертвы. Лучнику приказано не стрелять до второго круга и следить за тем, чтобы жертва умирала медленно. На третьем круге, продолжая танцевать, лучник должен выстрелить дважды. В Анналах Какчикелей пленник привязан к эшафоту, а воины-какчикели начинают ритуал «кровавый танец» и стреляют в него стрелами. В драме XIX века Рабиналь-ачи на языке киче повествуется о военнопленном, привязанном к мифологическому кукурузному дереву, которого приносят в жертву, стреляя из стрел. В тексте лучников сравнивают с охотниками, а жертву - с дичью.

### Кровопускание
В культуре майя считалось, что кровь содержала «жизненную силу» или чулел, которая необходима сверхъестественным силам. Кровь приносилась богам путём кровопускания. Практикующие резали или прокалывали себя различными инструментами, такими как костяные шила и иглы, обсидиановые лезвия или шипы агавы. Кровь брали из ушей, щёк, губ, ноздрей, языка, рук, ног и полового члена. Кровь собирали на коре, хлопке и перьях животных, а затем сжигали.

### Другие методы
Граффити позднего классического периода из строения, захороненного под Группой G в Тикале, изображают выпотрошенную жертву, привязанную к столбу со связанными за головой руками. В Паленке в классический период женщина около двадцати лет была погребена заживо, чтобы сопровождать умершего дворянина в качестве погребального приношения. В Священном сеноте в Чичен-Ице людей сбрасывали в него во время засухи, голода или болезней. Иногда жертв связывали в мяч для игры в мяч.